# Amphioplus rhadinobrachius
Amphioplus rhadinobrachius är en ormstjärneart som beskrevs av Clark 1911. Amphioplus rhadinobrachius ingår i släktet Amphioplus och familjen trådormstjärnor. Inga underarter finns listade i Catalogue of Life.